# Oleúde José Ribeiro
Oleúde José Ribeiro (født 19. september 1966) er en tidligere brasiliansk fodboldspiller.
Han har spillet for flere forskellige klubber i sin karriere, herunder Verdy Kawasaki.